# Mičio Ašikaga
Mičio Ašikaga (japonsko 足利 道夫), japonski nogometaš, 22. maj 1950.
Za japonsko reprezentanco je odigral 7 uradnih tekem.